# Allée couverte im Estuaire de la Quillimadec

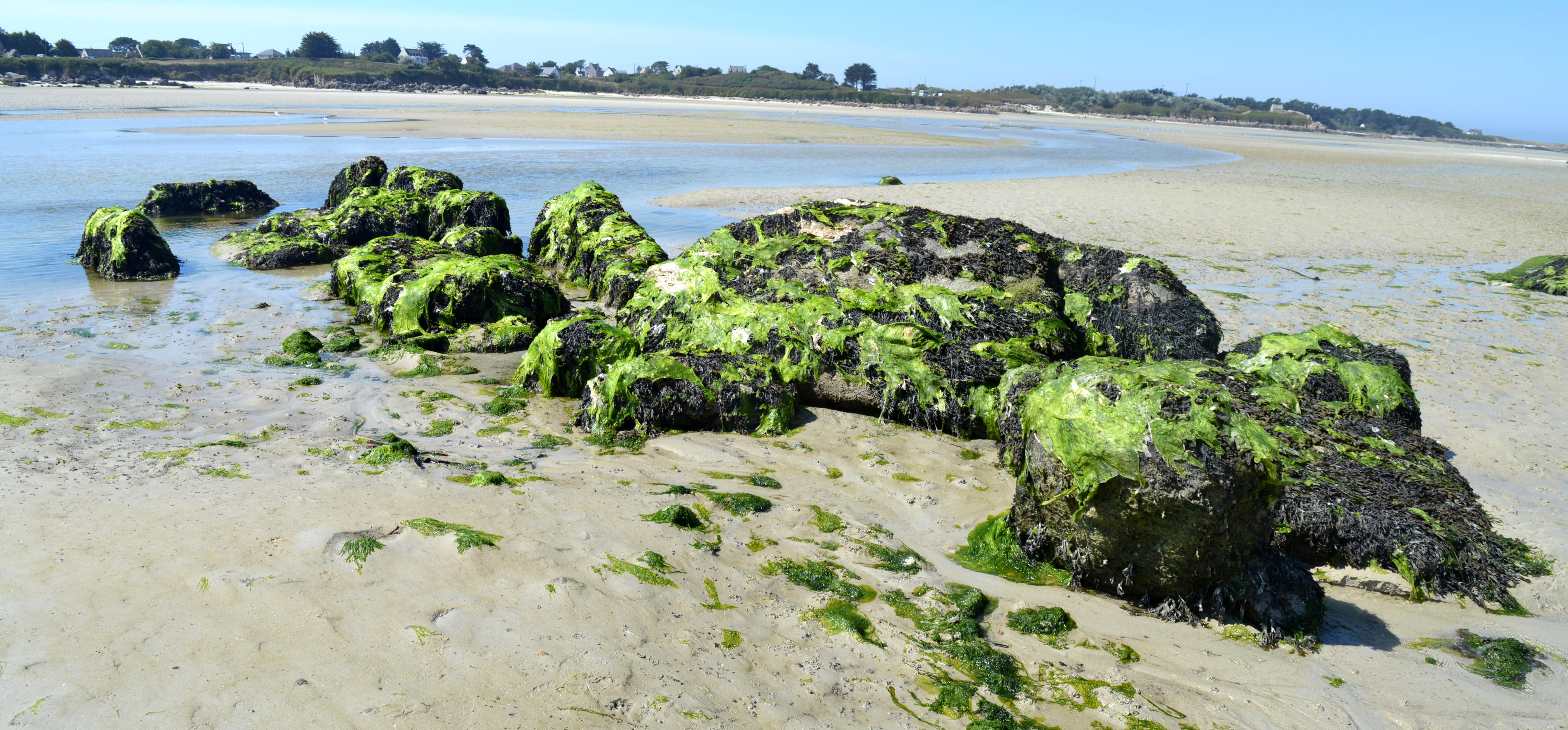
Allée couverte von Porz Huel

Schema Galeriegrab –

Die etwa 15 m lange, algenüberwachsene Allée couverte im Estuaire de la Quillimadec (auch Allée couverte von Lerret oder von Porz Huel genannt) liegt in der Bucht von Treissény (gegenüber von Le Curnic), westlich von Guissény im Département Finistère in der Bretagne in Frankreich. Sie ist nur bei Ebbe zugänglich. Keiner der Decksteine des Galeriegrabes befindet sich noch in situ.

## Meeresspiegelanstieg

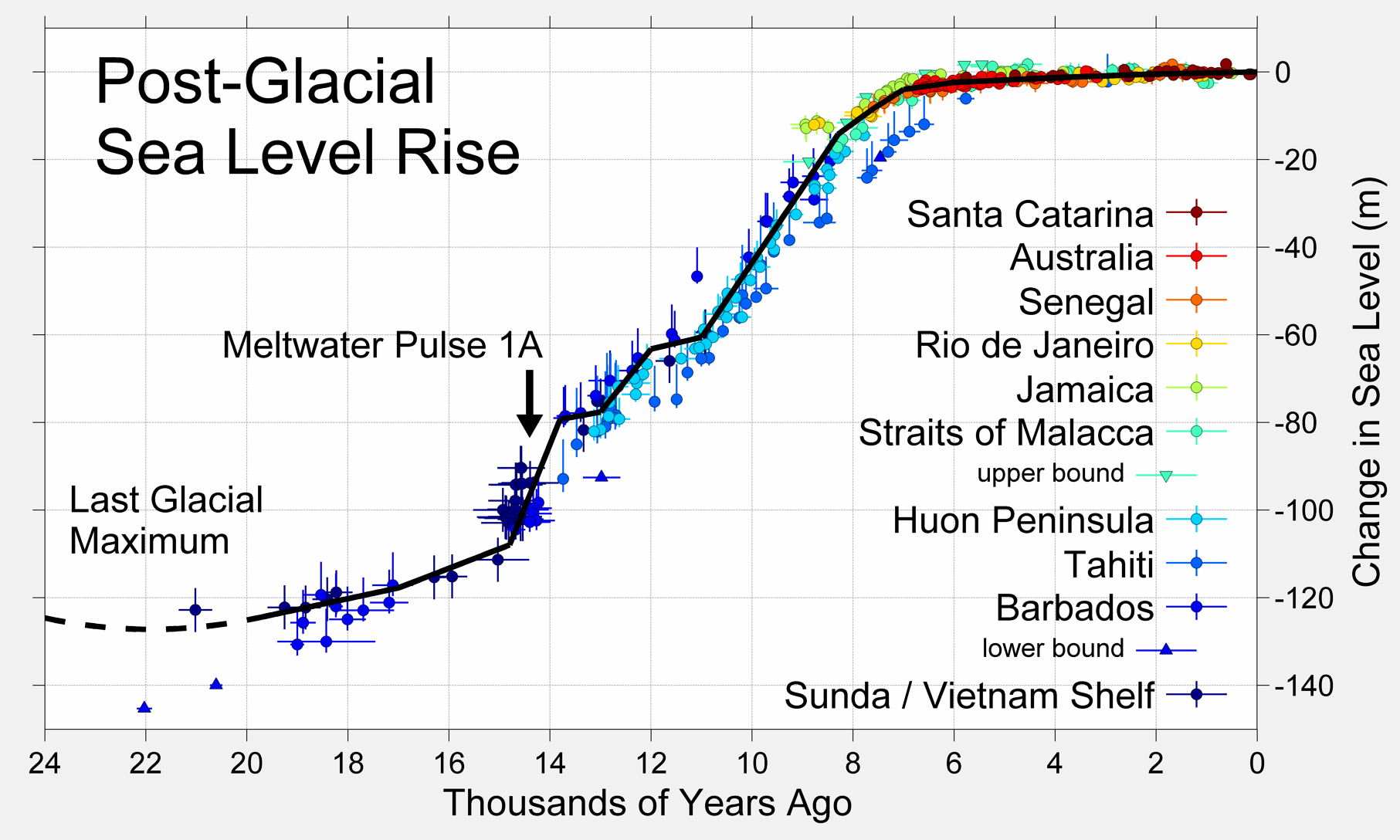
Anstieg des Meeresspiegels in den letzten 24.000 Jahren. Seit dem Bau der Anlage etwa 4000 v. Chr. stieg er nur mehr um etwa fünf Meter

Einige Allées couvertes, wie die Allée couverte im Estuaire de la Quillimadec, werden heute bei Flut überspült. Sie sind Beleg für das Ansteigen des Meeresspiegels seit der Jungsteinzeit, in der die Anlagen nicht derart meernah errichtet wurden. Ein besser erhaltenes Beispiel ist die Allée couverte von Kernic, der Cairn de Îlot-de-Roc’h-Avel und der Menhir von Léhan.